# Lugou Qiao
Lugou Qiao (Pinyin); (Kinesisk (simplificeret): 卢沟桥; Kinesisk (traditionel): 盧溝橋) også kendt som Marco Polo Broen, er en berømt stenbro over floden 
Yongding He, og ligger 15 km sydvest fra Beijings centrum.